# Ministerio de Gobernación y Desarrollo Territorial de El Salvador
El Ministerio de Gobernación y Desarrollo Territorial de El Salvador es una institución estatal que tiene como misión "Potenciar el protagonismo de la gente, articular los diferentes niveles de gobierno y actores que contribuyen al desarrollo territorial y la gobernanza; así como liderar la territorialización de las políticas públicas".
En otras palabras, el ministerio se encarga de supervisar y coordinar las políticas relacionadas con la gobernabilidad y el orden interno del país, gestionar la administración pública y la coordinación entre los diferentes niveles de gobierno, formular y ejecutar políticas de desarrollo territorial, apoyar y coordinar con los gobiernos locales para fortalecer la autonomía municipal y el desarrollo local, y coordinar las acciones para la prevención y gestión de desastres naturales o emergencias.

## Historia
A lo largo de su desarrollo histórico, el Ministerio de Gobernación ha experimentado diversas modificaciones tanto en su nombre como en sus responsabilidades. Un ejemplo de esto se remonta al 1 de octubre de 1915, cuando el presidente Constitucional de la República, Don Carlos Meléndez, en Consejo de Ministros, promulgó el Reglamento Interior del Poder Ejecutivo, el cual estableció 10 ministerios denominados en ese entonces Secretarías de Estado. Estas incluían Relaciones Exteriores, Gobernación, Hacienda y Crédito Público, Guerra, Instrucción Pública, Justicia, Fomento, Agricultura, Beneficencia y Marina. La Secretaría de Gobernación, antiguamente conocida como el Ministerio del Interior desde 1897 según la Ley de Presupuesto, incorporó en ese momento las áreas de Defensa Nacional y Seguridad Pública, abarcando las relaciones del Poder Ejecutivo con los municipios, entre otras responsabilidades especificadas en el marco normativo.
Posteriormente, mediante el Decreto No 41 del 5 de mayo de 1976, se instauró un nuevo Reglamento Interior del Poder Ejecutivo, que dio origen a la creación de tres nuevos ministerios, incluyendo el de la Presidencia, Justicia y Planificación y Coordinación del Desarrollo y Social. Esto elevó el total de ministerios o secretarías de Estado a 13, manteniendo la presencia del Ministerio de Gobernación, ahora designado como Ministerio del Interior, al que se le asignaron 11 atribuciones:
- Organización Política y administrativa;
- Administración de la Imprenta Nacional y Diario Oficial, Publicaciones de Carácter Oficial;
- Expropiación por causas de utilidad pública;
- Aprobación de estatutos y reconocimiento de personas jurídicas, de conformidad con los artículos 543 y 558 del Código Civil, cuando por este Reglamento o leyes especiales no se confiera esta atribución a otra autoridad;
- Asuntos contencioso-administrativos, que de acuerdo a la ley sean de su competencia;
- Migración. Naturalización de extranjeros, reconocimiento de la nacionalidad salvadoreña por nacimiento y recuperación de esta calidad;
- Licencias a salvadoreños para aceptar empleos o cargos públicos que no corresponde conceder a la Asamblea Legislativa de conformidad al No 30 del Art. 47 de la Constitución Política;
- Servicios de correos y telecomunicaciones, control de radiodifusoras y estaciones de televisión;
- Moralidad Pública y diversiones: Censura legal, control y vigilancia de los espectáculos públicos;
- Relación del Poder Ejecutivo con los municipios, cuidando de que los mismos administren sus recursos en provecho de la comunidad; para ese efecto, supervisará y controlará la inversión de obras físicas  municipales, y de las demás actividades determinadas por la ley, y;
- Las demás atribuciones que se establezcan por ley o reglamento.

Más adelante, a través del Decreto No 24 del 18 de abril de 1989, se estableció un nuevo Reglamento Interno del Poder Ejecutivo. Este reglamento conllevó a la supresión del Ministerio de Planificación y Coordinación del Desarrollo y Social, dejando un total de 12 ministerios en funcionamiento, incluido el Ministerio del Interior.
Mediante el Decreto No 49 del 27 de mayo de 1994, publicado en el Diario Oficial No 101 del 1 de julio de 1994, se estableció la creación del Viceministerio de Seguridad Pública, vinculado al Ministerio del Interior y de Seguridad Pública. Se especificó que este ministerio tendría bajo su responsabilidad la Policía Nacional Civil, y que las atribuciones del viceministerio serían definidas en el Reglamento Interno del Órgano Ejecutivo, según lo estipulado en el Decreto No 70.
Mediante el Decreto No 45 del 22 de mayo de 1995, publicado en el Diario Oficial No 92 de esa misma fecha, se estableció la creación del Ministerio de Seguridad Pública y Justicia. Los considerandos de dicho decreto señalaron que este ministerio tendría bajo su dependencia la Policía Nacional Civil. Además, se derogó expresamente el Decreto No 49 del 27 de mayo de 1994, que previamente había establecido la creación del Viceministerio de Seguridad Pública adscrito al Ministerio del Interior y de Seguridad Pública.
Como referencia también se menciona que por Decreto No 30 del 19 de mayo de 1997, D.O. No 89 de la misma fecha, se modificaron los Art., 28, 46 y 52, del Reglamento Interno del Poder Ejecutivo y se intercaló el Art. 45 A, que contiene las atribuciones del Ministerio de Medio Ambiente y Recursos Naturales, con  el cual se convertía en 14 la cantidad de Ministerios a esa fecha.
Con el Decreto No 62 del 23 de diciembre de 1999, D. D. No 240 de esa misma fecha, se modificó el Art. 44 y se cambió el nombre del  Ministerio de Seguridad Pública adicionándole y Justicia con nuevas atribuciones.
Es en este período como parte de las reformas, es que la Dirección General de Centros Penales, que pertenecía a lo que fue el Ministerio de Justicia, pasa a formar parte de lo que era el Ministerio del Interior de aquel entonces.
El 18 de diciembre de 2001, por Decreto No 124, publicado en el D. O. No 242 del 20 de diciembre del 2001, se modificó el Art. 28. Se sustituyó el Art. 34 y su epígrafe, CREÁNDOSE EL MINISTERIO DE GOBERNACIÓN, y se establecieron sus atribuciones. Se adicionó el Art. 34-A. Se derogó el Art. 44. El nuevo Decreto en su Art. 5 declara “Cuando en las disposiciones legales o reglamentarias se mencione al Ministerio del Interior, o al Ministerio de Seguridad Pública y Justicia, o al Titular de los mismos, se entenderá referido al Ministerio de Gobernación o a su titular, respectivamente, debido a que el Ministerio de Seguridad y Justicia, se fusionó con el Ministerio del Interior y fue absorbido en sus atribuciones por el recién creado Ministerio de Gobernación como un solo Ministerio.
Por Decreto No 125 del 5 de diciembre de 2006 se modifica el Reglamento interno del Órgano Ejecutivo, se crea nuevamente el Ministerio de Seguridad Pública y Justicia, separándose oficialmente del Misterio de Gobernación en el año 2007 y se definieron nuevas competencias para el Ministerio de Gobernación las cuales se encuentran descritas en el Decreto No 125, Art. 2 en referencia.
Atribuciones encomendadas al Ministerio de Gobernación según  Decreto No 125 del 5 de diciembre de 2006:
- Organizar y mantener un sistema de prevención, orientación, mitigación y respuesta a desastres y emergencias de cualquier naturaleza a nivel nacional.
- Llevar la dirección y administración del Cuerpo de Bomberos de El Salvador.
- Autorizar los decretos del presidente de la república y los acuerdos ejecutivos concediendo la personalidad y asistencia jurídica a las fundaciones y asociaciones sin fines de lucro y a las instituciones de carácter religioso de conformidad con la ley, llevando el registro de las mismas; así como autorizar las asociaciones y fundaciones extranjeras para operar en el país.
- Autorizar el funcionamiento de los Centros de Arbitraje, de conformidad con la ley respectiva e imponer las sanciones por las infracciones a la misma.
- Llevar la dirección y administración de la Imprenta Nacional,  del Diario Oficial.
- Llevar la dirección y Administración de la Radio El Salvador.
- Llevar la dirección y administración de los Centros de Gobierno.
- Atender y coordinar todo lo relacionado con el servicio postal nacional e internacional de El Salvador.
- Autorizar el funcionamiento de los Cementerios privados, de conformidad con la ley.
- Autorizar las rifas, sorteos y las promociones comerciales, conforme a las leyes respectivas.
- Representar al país en el exterior, en las áreas de su competencia, en coordinación con los organismos correspondientes.
- Ejercer las demás atribuciones y competencias establecidas por las leyes o reglamentos, las que les encomiende el presidente de la república, así como las que no estuvieren expresamente señaladas  a otras secretarías de estado.

En último lugar, mediante el Decreto n.º 1 del 1 de junio de 2014, publicado en el Diario Oficial n.º 100, se llevaron a cabo reformas al Reglamento Interno del Órgano Ejecutivo. Se realizó una modificación en el nombre del ministerio, pasando a llamarse Ministerio de Gobernación y Desarrollo Territorial. Además, se incorporaron nuevas competencias que están detalladas en el Artículo 34 del Decreto No 1.

### Ministerio de Gobernación y Desarrollo Territorial
Según Decreto No 1 del 2 de junio de 2014, El Ministerio de Gobernación pasó a llamarse: Ministerio de Gobernación y Desarrollo Territorial y sus competencias son:
- Tutelar y velar lo referente a la organización política y administrativa de la República;
- Refrendar y comunicar los decretos, acuerdos, órdenes y providencias del Presidente de la República cuando se refiere a asuntos relativos a la Presidencia de la República, así como también aquellos relativos a asuntos que no tengan materia específica;
- Promover y fortalecer una cultura de paz social, especialmente a través de la evaluación y control del material cinematográfico, emisiones televisivas y radiales; así como prevenir y orientar sobre la inconveniencia de espectáculos públicos que propicien una pérdida de valores o promuevan un clima de violencia, especialmente en niños y jóvenes;
- Organizar y mantener un sistema de prevención, orientación, mitigación y respuesta a desastres y emergencias de cualquier naturaleza a nivel nacional;
- Llevar la dirección y administración del Cuerpo de Bomberos de El Salvador;
- Autorizar los Decretos del Presidente de la República y los Acuerdos Ejecutivos concediendo la personalidad y existencia jurídica a las fundaciones y asociaciones sin fines de lucro y a las instituciones de carácter religioso, de conformidad con la ley, llevando el registro de las mismas, así como autorizar las asociaciones y fundaciones extranjeras para operar en el país;
- Autorizar el funcionamiento de los Centros de Arbitraje, de conformidad con la ley respectiva e imponer las sanciones por infracciones a la misma;
- Llevar la dirección y administración de la Imprenta Nacional y del Diario Oficial;
- Llevar la dirección y administración de los Centros de Gobierno;
- Atender y coordinar todo lo relacionado con el servicio postal nacional e internacional de El Salvador;
- Autorizar el funcionamiento de los cementerios privados, de conformidad con la ley;
- Autorizar las rifas, sorteos y las promociones comerciales, conforme a las leyes respectivas;
- Representar al país en el exterior, en las áreas de su competencia, en coordinación con los organismos correspondientes;
- Coordinar la implementación de los lineamientos y estrategias para la descentralización y desarrollo local como herramientas para el desarrollo territorial;
- Asesorar y fomentar iniciativas locales de descentralización, desarrollo local y asociatividad municipal; consolidar los Gabinetes Departamentales:
- Coordinar la  articulación de los procesos de descentralización, desarrollo local y asociatividad municipal con participación de organizaciones económicas y de la sociedad civil;
- Incorporar los territorios como actores, elevando la participación social en la elaboración de las estrategias, programas y planes, al igual que la inversión pública y privada;
- Sistematizar y difundir experiencias y mejores prácticas de procesos de descentralización, desarrollo local y asociatividad municipal a nivel nacional;
- Colaborar con la gestión, negociación, coordinación y administración de la cooperación internacional necesaria a los procesos de descentralización, desarrollo local y territorial;
- Participar en el seguimiento de los procesos de descentralización, desarrollo local y territorial;
- Integrar las capacidades organizacionales, políticas, sociales y económicas de los territorios, en tanto motores locales de desarrollo; empoderando a los diferentes actores del territorio, en especial a los sectores populares de la visión del desarrollo territorial; y
- Ejercer las demás atribuciones y competencias establecidas por las leyes o reglamentos, que le encomiende el Presidente de la República, así como las que no estuvieren expresamente señaladas a otras Secretarías de Estado.

Esta Cartera de Estado ha experimentado diferentes cambios, tanto de nombre como de atribuciones. Sin embargo, bajo la actual administración y con el nuevo nombramiento, se ha orientado principalmente hacia el Desarrollo Territorial. Este enfoque implica la coordinación entre diversas instituciones gubernamentales, la implementación de políticas públicas a nivel territorial y el impulso de procesos que fomenten la organización y participación social.

### Centros de Gobierno
A principios de 1994, se propuso la modernización del sector Público con el Proyecto de crear Centros de Gobierno en las cabeceras departamentales de todo el país. Utilizando principalmente instalaciones desocupadas por la Fuerza Armada tras los Acuerdos de Paz, el Ministerio del Interior (actual Ministerio de Gobernación y Desarrollo Territorial) presentó al Consejo de Ministros la iniciativa de rehabilitar espacios como el Ex Batallón Atonal en Usulután, el Destacamento Militar No 3 en La Unión y el Batallón Arce en San Miguel. Además, se incluyeron en el proyecto el Ex Centro de Salud de Sensuntepeque, Cabañas, y una propiedad en Zacatecoluca, La Paz, anteriormente del Ministerio de Hacienda. Estas instalaciones se fueron incorporando gradualmente, siendo el Ex Destacamento Militar No 3 en La Unión el primer Centro de Gobierno Departamental, inaugurado en octubre de 1996.
Un ejemplo adicional es el Ex Destacamento Militar No 4 en San Francisco Gotera, Morazán, que pasó a responsabilidad del Ministerio del Interior. A través de la Administración de Centros de Gobierno y con la autorización del Consejo de Ministros en octubre de 1999, se rehabilitó como Centro de Gobierno. También se adecuaron las antiguas Administraciones de Rentas del Ministerio de Hacienda en Chalatenango y Santa Ana, entregadas al Ministerio de Gobernación y Desarrollo Territorial para convertirlas en Centros de Gobierno entre 2000 y 2001.

## Marco legal y normativo
- Constitución de la República de El Salvador.[6]
- Art. 34 del Reglamento Interno del Órgano Ejecutivo.[7]
- Normas Técnicas de Control Interno Específicas para el Ministerio de Gobernación y Desarrollo Territorial.[8][9]
- Ley Única del Régimen Político.[10][11]
- Ley de Protección Civil, Prevención y Mitigación de Desastres.[12]
- Reglamento de Correos (de la República de El Salvador).[13][14]
- Ley de Asociaciones y Fundaciones Sin Fines de Lucro.[15]
- Ley del Cuerpo de Bomberos de El Salvador.[16][17][18]
- Reglamento de Imprenta Nacional.
- Ley General de Cementerios.[19]
- Ley de Conciliación, Mediación y Arbitraje.[20]
- Ley de Marcas y otros Distintivos Comerciales.[21]
- Ley de la Lotería Nacional de Beneficencia.[22]
- Ley SAFI.[23]
- Ley de Compras Públicas.
- Ley de Acceso a la Información Pública.[24]

## Estructura
Para llevar a cabo sus funciones, el Ministerio de Gobernación y Desarrollo Territorial tiene a su cargo las siguientes dependencias:
- Dirección de Gobernaciones Departamentales: en representación del Presidente de la República, cada departamento del país dispone de un gobernador, funcionario que se define como "una figura constitucional que tiene una función de instancia intermedia entre el Gobierno Central, los Gobiernos Locales y la población".[11]
- Dirección de Imprenta Nacional: encargada de la publicación del Diario Oficial.[25]
- Dirección de Espectáculos Públicos, Radio y Televisión: encargada de la "evaluar, regular y autorizar los espectáculos públicos, así como los programas televisivos (señal abierta), radiales y cintas cinematográficas, tanto públicos como privados para contribuir al desarrollo de la calidad de servicios de entretenimiento a la población salvadoreña..."[26]
- Dirección General de Correos: institución que ofrece servicios postales con cobertura nacional e internacional.[13]
- Dirección General de Protección Civil, Prevención y Mitigación de Desastres: institución que vela por la protección civil, prevención y mitigación de desastres naturales a nivel nacional y municipal.[27]
- Dirección General de Cuerpo de Bomberos de El Salvador: institución que tiene a su cargo "las labores de prevención, control, y extinción de incendios de todo tipo".[28]
- Dirección General del Registro de Asociaciones y Fundaciones sin Fines de Lucro: encargada de la aplicación de la Ley de Asociaciones y Fundaciones sin Fines de Lucro y su respectivo reglamento.[29]
- Dirección de Desarrollo Territorial y Proyectos Estratégicos: Encargada de brindar soporte técnico al Despacho Ministerial en temática de Planificación Territorial a nivel nacional, en cumplimiento de la competencia de Art. 34 numeral 1 y numeral 14 del Reglamento Interno del Órgano Ejecutivo (RIOE), que se traduce en Tutelar y velar lo referente a la organización política y administrativa de la República.[30]
- Dirección de Participación Social: tiene como objetivo obtener la participación de la sociedad y de los diferentes actores en el territorio, en los procesos de formulación y ejecución de programas, planes y proyectos que contribuyan al desarrollo social, así como en la formulación y capacitación de los ciudadanos a través del fomento y fortalecimiento de la organización social, sectorial y comunitaria.

## Ministros de Gobernación y Desarrollo Territorial
| Número | Ministro                                 | Período   | Gobierno                 |
| ------ | ---------------------------------------- | --------- | ------------------------ |
| 1.º    | Lic. Juan Miguel Bolaños Torres          | 2004-2009 | Elías Antonio Saca       |
| 2.º    | Sr. Humberto Centeno Najarro             | 2009-2011 | Mauricio Funes Cartagena |
| 3.º    | Sr. Gregorio Ernesto Zelayandía Cisneros | 2011-2014 | Mauricio Funes Cartagena |
| 4.º    | Sr. Arístides Valencia                   | 2014-2019 | Salvador Sánchez Cerén   |
| 5.º    | Sr. Mario Edgardo Durán Gavidia          | 2019-2020 | Nayib Armando Bukele     |
| 6.º    | Sr. Juan Carlos Bidegain Hananía         | 2021-2024 | Nayib Armando Bukele     |